# Pyrausta pellicalis
Pyrausta pellicalis is een vlinder van de familie van de grasmotten (Crambidae). De wetenschappelijke naam van deze soort is voor het eerst voorgesteld als Botys pellicalis door Otto Staudinger in een publicatie uit 1870.
De soort komt voor in Frankrijk, Spanje, Kreta, Aziatisch-Turkije, Marokko en Algerije.